# 希瓦納博士

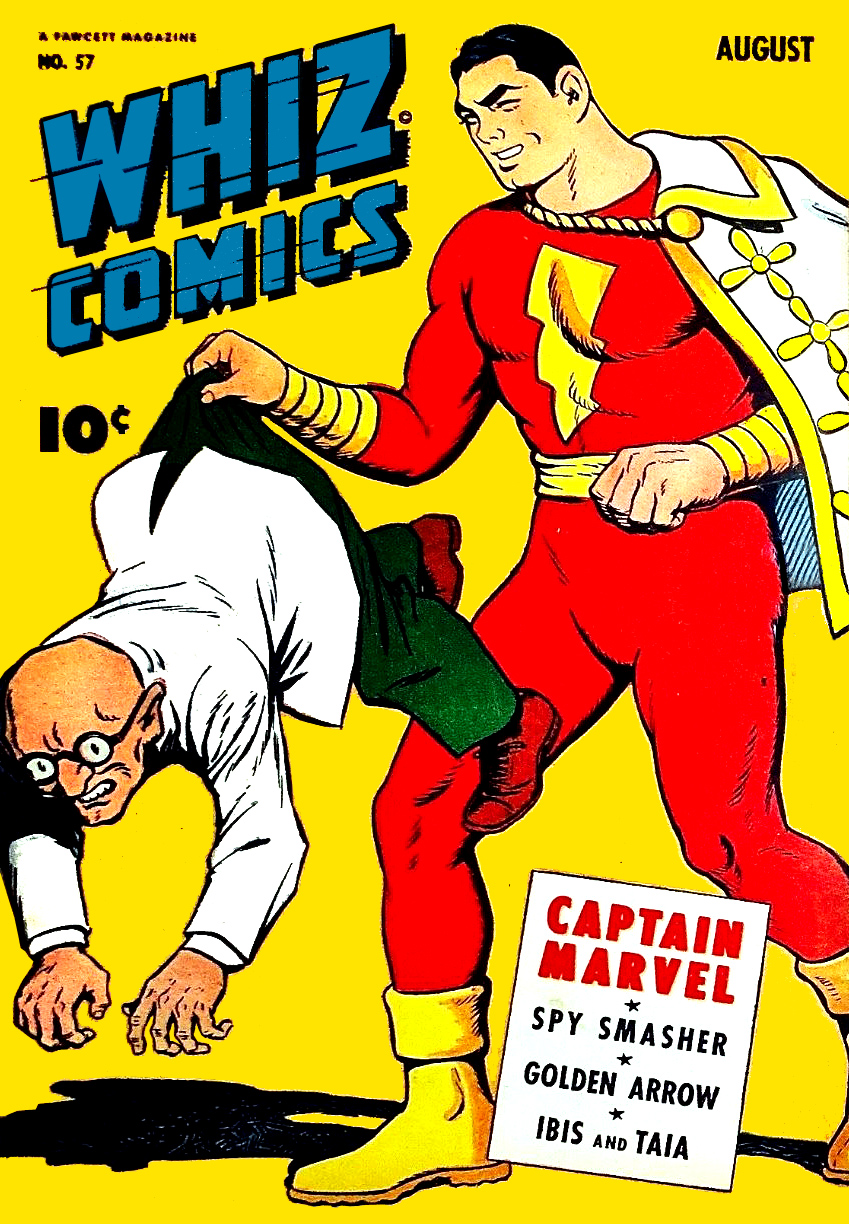
《惠茲漫畫》#57（1944年8月）中的希瓦納博士。

賽迪斯·博多格·希瓦納博士（英語：Doctor Thaddeus Bodog Sivana）是一名DC漫畫旗下的虛構漫畫超級反派，由比爾·帕克和C·C·貝克所創作，該角首次登場於《惠茲漫畫》#2（1940年2月）。他時常作為沙贊（前稱驚奇隊長）的大反派及出場頻率最高的宿敵之一。
2009年，希瓦納博士被IGN列為史上最偉大的漫畫反派中的第82名。貝克說，帕克透過將印度神濕婆（Siva）的名字與「涅槃（nirvana）」這個詞結合起來，而創造出「希瓦納（Sivana）」這個名字。

## 人物
希瓦納博士在故事中時常被塑造成一名出色且邪惡的瘋狂科學家，會使用各種非比尋常的發明和科技來對付驚奇隊長。起初，希瓦納博士是名想要幫助人類的好人，但卻遭到公司老闆和高層阻止他的研究，甚至稱他為瘋子。不被理解的他以某種方式在金星獲得了神奇的力量，回到了地球上後，希瓦納成為了一名反派，並常與驚奇隊長發生衝突。

## 其他媒體

### 電視
- 《超级英雄只是个传说（英语：Legends of the Superheroes）》：希瓦納博士由霍華·莫里斯（英语：Howard Morris）飾演。
- 《The Kid Super Power Hour with Shazam!（英语：The Kid Super Power Hour with Shazam!）》：希瓦納博士由艾倫·奧本海默（英语：Alan Oppenheimer）配音。
- 《蝙蝠俠智勇悍將》：希瓦納博士由吉姆·皮多克（英语：Jim Piddock）配音。

### 電影

#### DC擴展宇宙
- 在DC擴展宇宙中，希瓦納博士由馬克·史壯飾演[4]。
  - 《沙贊！》
  - 《沙贊！眾神之怒》：於片尾片段豋場

#### 動畫電影
- 《正義聯盟：神與魔》：希瓦納博士由丹尼爾·哈根（英语：Daniel Hagen）配音。

## 外部連結
- Doctor Sivana's "Who's Who" file at The Marvel Family Web